# Vidyanandana
Vidyanandana, Shri Suryavarmadeva, ou encore Surya Jaya Varman, est un prince  Cham du Cambodge, qui s'autoproclame roi du Champa de 1190/1191 à 1203

## Contexte
Originaire de Tumpraukvijaya il a été élevé à la cour du roi Khmer Jayavarman VII comme un prince « dans toutes les branches du savoir et toutes les armes » et en 1182 il réprime une révolte qui a éclaté à Malyang contre Jayavarman VII.
En 1190 il prend part à la guerre contre le royaume de Champa et s'empare de sa capitale Vijaya (Champa), fait prisonnier le roi Jaya Indravarman IV. Il adopte alors le titre de Shri Suryavarmadeva, et s'auto proclame roi de Panduranga. Il fait du prince In, un beau-frère de Jayavarman VII, le « Roi Suryajayavarmadeva (ou Suryajayavarman) dans le Nagara de Vijaya » (1190-1191).:79
En 1191, une révolte à Viajaya expulse ce dernier au Cambodge et établit comme roi Jaya Indravarman V. Vidyanandana se révolte de nouveau contre le Cambodge, occupe Viajaya, tue Jaya Indravarman V, l'éphémère roi de Vijaya (1191-192), puis réunifie le royaume et « règne sans opposition sur le royaume de Champa »:79,
Suryavarman envoie une ambassade au Dai Viet en 1194 et est reconnu par l'empereur Lý Cao Tông en 1199. Il résiste aux nombreuses tentatives du Cambodge pour le déloger, jusqu'à ce qu'il soit vaincu par son oncle paternel, le Yuvaraja Mnagahna On Dhanapati Grama. En 1203, il est chassé du Champa, cherche refuge au  Cửa Lò, en s'enfuyant par mer il disparaît alors des sources:79–80.

## Source
- (en) George Coedès, The Indianized States of South-East Asia, University of Hawaii Press, 1968 (ISBN 978-0-8248-0368-1, lire en ligne)